# ایوانیس کاپودیستریاس
ایوانیس کاپودیستریاس (یونانی: Κόμης Ιωάννης Αντώνιος Καποδίστριας؛ ۱۱ فوریهٔ ۱۷۷۶ – ۹ اکتبر ۱۸۳۱) یک سیاست‌مدار اهل یونان بود.